# Lycaste angelae
Lycaste angelae là một loài thực vật có hoa trong họ Lan. Loài này được Oakeley mô tả khoa học đầu tiên năm 2008.